# Didier Queloz
Didier Patrick Queloz (23 de febrer del 1966) és un astrònom suís amb un prolífic rècord en la recerca de planetes extrasolars.
Didier Queloz estudià a la Universitat de Ginebra on s'hi doctorà el 1995 sota la direcció de Michel Mayor. En el decurs del seu treball de doctorat descobriren el primer exoplaneta al voltant d'una estel de seqüència principal. Queloz va realitzar una anàlisi en 51 Pegasi utilitzant els mesuraments de velocitat radial (efecte Doppler) i es va sorprendre de trobar un planeta amb un període orbital de 4,2 dies. Ell estava duent a terme l'anàlisi com un exercici per perfeccionar les seves habilitats. El planeta, 51 Pegasi b, va desafiar els punts de vista acceptats de llavors de formació planetària, sent un Júpiter calent. Ha estat guardonat al costat de Michael Major amb el Premi Fundació BBVA Fronteres del Coneixement 2011 en la categoria de Ciències Bàsiques. Des del 2013 és professor del Laboratory d'Astronomia del Departament de Física de la Universitat de Cambridge.
El 2019, va rebre el Premi Nobel de Física amb Michel Mayor "per la descoberta d'un exoplaneta en orbita d'un estel de tipus solar" (en paral·lel amb Philip James Edwin Peebles pels seus treballs teòrics de cosmologia).